# 沈錦堂
沈錦堂（1940年3月22日—2016年09月07日），出生日治臺灣新竹州關西街的音樂家，音樂啟蒙於國立臺灣省立師範學院附屬中學（今國立臺灣師範大學附屬高級中學初中部）的管樂社團，就讀於國立藝專表演學院音樂學系，曾創立「向日葵樂會」，並在省立交響樂團擔任演奏部主任，後來在台灣藝術大學、台北藝術大學、台北教育大學、道生神學執教，一生充滿音樂的熱情和涵養。

## 生平
沈錦堂出生於日領時期的新竹州關西街（今新竹縣關西鎮），14歲的時候就讀國立臺灣省立師範學院附屬中學，參加校內管樂隊之後，開啟他對於音樂的熱情，1963年考進國立藝專（今國立臺灣藝術大學）音樂科作曲組，當時的指導老師為陳懋良、史可培，正式接受音樂科班的完整培訓。1967年的時期，因為受到許常惠的「製樂小集」影響，因此和陳懋良、馬水龍、賴德和、溫隆信與游昌發等師徒六人，共同組成「向日葵樂會」，於是從1968年之後，樂會每年發表一首樂曲，在當時也引發台灣樂壇相當的轟動，沈錦堂於向日葵樂會曾發表《第一號小提琴奏鳴曲》、《一九六八的回憶》（鋼琴組曲）、《銅管四重奏》以及歌樂《夢回》、《孤獨》、《私語》、《幻覺》。
1970年進入台灣省立交響樂團（國立台灣交響樂團），擔任演奏部主任與兼打擊樂手的表演，1974年前往日本東京都師事入野義朗；1979年赴奧地利維也納音樂學院留學，1991年再赴美國紐約市立大學布魯克林學院音樂研究所攻讀碩士返國。
1981年於東海大學、台南家專（今台南應用科技大學）、台北市立女師專（今台北市立教育大學）兼任教課，次年正式專任於國立藝專（今國立臺灣藝術大學），一直到2005年從國立臺灣藝術大學退休，但是退休後的他退而未休，持續將音樂的熱情，在台灣藝術大學、台北藝術大學、台北教育大學、道生神學繼續執教。
沈錦堂開始受到音樂圈的矚目，因為創作在1973年創作弦樂四重奏《秋思》，該曲目為林懷民雲門舞集的創團舞碼之一，同年的另一個作品《漂流》，則榮獲台灣省教育廳愛國藝術歌曲創作獎第一名，成為他著名的代表作，其餘還有弦樂四重奏《裂痕》（1974）、獨幕歌劇《魚腸劍》（1990）、室內樂《玄象》（2004）、管弦樂曲《客家頌》（2007）等，留下大量的音樂創作。
除了教育、創作和定期發表作品以外，他也參與「亞洲作曲家聯盟」，成為聯盟的創始會員，並擔任理事一職，因此也在國際現代音樂協會、中華民國總會、中華民國應用音樂推廣協會等組織，擔任相關的職務貢獻推廣音樂。

## 合唱團指導學校
- 逢甲大學合唱團
- 東吳大學合唱團
- 台灣大學合唱團
- 國立藝專合唱團之指揮及指導老師[7]

## 作品集
作品列表參考自國立傳統藝術大學台灣音樂館資料庫。

### 器樂獨奏
- 《古典的》
- 《第一號小提琴與鋼琴奏鳴曲》
- 《1968年的回憶》
- 《幻想曲》
- 《鋼琴小奏鳴曲》
- 《紫竹調》、《五更調》
- 《法國號與鋼琴奏鳴曲》
- 《第二號小提琴與鋼琴奏鳴曲》
- 《詩曲─祈、願、償》
- 《中國民謠鋼琴曲》
- 《思想起》
- 《平板》
- Air
- 《臺灣好》
- 《丟丟銅仔》
- Fugue（3voix）
- INVENTION No.1（2voix）
- INVENTION No.2（2voix）
- 《小黃鸝鳥》
- 第一號大提琴奏鳴曲

### 室內樂
- 《鬱》
- 《醉‧音樂》
- 《歌舞二章》
- 《前奏與賦格》
- 《敘事曲》
- 《數蛤蟆》
- 《裂痕》
- 《意念》
- 《聯缀》
- 《合》
- 《為雙鋼琴的幻想曲（一章）》
- 《為雙鋼琴的幻想曲（二章）》
- 《憶》
- Without Title
- 《喧與祥》
- 《慟》
- 《玄象》
- 《鋼琴與小提琴的對談「行雲流水」》
- 《意象》
- Brass Quartet
- 《民歌集》
- 《歌舞昇平》
- 玄象II

### 管弦樂|協奏曲
- 《詩曲》
- 《象徵》
- 《光明進行曲》
- 《鳳陽花鼓》
- 《山歌輪旋》
- 《唱我中華》
- 《海青拿天鵝》
- 《飛躍》
- 《祥瑞》
- 《茶香情懷》
- 《千禧進行曲》
- 《幻想曲》
- 《客家頌》
- 《客家情》
- 《昇華》
- 《金鼎頌》
- 《生日快樂》
- 《阿拉木汗》

### 歌劇
- 《虎姑婆》
- 《魚腸劍》[9]

### 室內樂|聲樂作品
- 《水調歌頭》

### 聲樂作品(含合唱曲)
- 《別意》
- 《夢回》
- 《孤獨》
- 《私語》
- 《幻覺》
- 《漂流》
- 《中華好青年》
- 《月下獨酌》
- 《小老鼠》
- 《青蛙》
- 《鏡子》
- 《築路歌》
- 《催眠曲》
- 《老山歌》
- 《閑意》
- 《正氣歌》
- 《白鷺鷥》
- 《小皮球》
- 《我們的歌兒真正多》
- 《白鷺鷥》
- 《一隻鳥仔》
- 《臺東調》
- 《丟丟銅仔》
- 《蜀道難》
- 《問劉十九》
- 《遣懷》
- 《獨坐敬亭山》
- 《雪花的快樂》
- 《頌讚上主》
- 《祈求憐憫》
- 《秋思》
- 《露水》
- 《以樂器讚美耶和華》
- 《求耶和華憐恤》
- 《因你的慈愛拯救我》
- 《夢中的羅曼斯》
- 《擱卡長》
- 《耶和華是我牧者》
- 《母親》
- 《海韻》
- 《蝶戀花》
- 《馬路小英雄》
- 《馬路小英雄I》
- 《道路小英雄II》
- 《情歌》
- 《美好的日子》
- 《待嫁女兒心》
- 《山歌子》
- 《好きですサッポロ》
- 《惜緣歌》
- 《慈濟委員歌》
- 《醒世詞》
- 《禮佛頌》
- 《勸世文》
- 《一個祈求》
- 《主啊！阮的上帝，請你緊來》
- 《國立臺灣藝術學院校歌》
- 《敦化國中校歌》
- 《北京市歌》
- 《永恆的春天》
- 《枯樹》
- 《打雷》
- 《門前》
- 《我們是一家人》
- 《永遠的阿母，臺灣》
- 《阿母是咱的驕傲》

### 其他
- 《一息尚存》